# Partido Socialista Laborista de América
El Partido Socialista Laborista de América (Socialist Labor Party of America, SLP) es un partido marxista de los Estados Unidos. Su órgano de expresión es el bimestral The People. 

## Historia
Se fundó en 1876 con el nombre de Partido de los Trabajadores de América (Workingmen's Party of America), constituyendo el segundo partido socialista más antiguo del mundo. En 1877 cambió su nombre al actual. En 1881 el sector anarquista dejó el partido. En 1892 el SLP participó por vez primera en las elecciones a la presidencia, consiguiendo 21.163 votos. Durante la primera época la mayoría de sus miembros eran trabajadores de origen europeo.
En 1890 accedió a la dirección del SLP Daniel De León y el partido desarrolló una forma de marxismo conocida cómo DeLeonismo que todavía profesa en la actualidad el partido. Los adversarios de De León dejaron el SLP en 1901 y junto con el Partido Social Democrático fundaron el Partido Socialista de América. Tradicionalmente crítico tanto con la Unión Soviética como con el reformismo socialista, el SLP estuvo aislado del resto de la izquierda estadounidense. En 1944 su candidato presidencial consiguió 45.226 votos pero sus resultados cayeron con el comienzo de la Guerra Fría. Dirigido por Eric Hass consiguió recuperarse hasta llegar la 47.522 votos en las elecciones presidencias de 1952. La última vez que se presentó a las elecciones presidenciales fue en 1976 consiguiendo 9.566 votos.

## Secretario general
Todos los secretarios generales del partido desde su fundación.
| Nombre              | Duración                        | Título                                  |
| ------------------- | ------------------------------- | --------------------------------------- |
| Philip Van Patten   | Julio de 1876-abril de 1883     | Secretario Correspondiente (1876-1883)  |
| Schneider           | Abril-octubre de 1883           | Secretario Correspondiente (1876-1883)  |
| Hugo Vogt           | Octubre-diciembre de 1883       | Secretario Correspondiente (1876-1883)  |
| Ninguno             | Diciembre de 1883-marzo de 1884 | (Cargo ejecutivo abolido)               |
| Wilhelm Rosenberg   | marzo de 1884-octubre de 1889   | Secretario Correspondiente y Financiero |
| Benjamin J. Gretsch | Octubre de 1889-octubre de 1891 | Secretario Nacional (1889-2021)         |
| Henry Kuhn          | 1891-1906                       | Secretario Nacional (1889-2021)         |
| Frank Bohn          | 1906-1908                       | Secretario Nacional (1889-2021)         |
| Henry Kuhn          | 1908 (pro tempore)              | Secretario Nacional (1889-2021)         |
| Paul Augustine      | 1908-1914                       | Secretario Nacional (1889-2021)         |
| Arnold Petersen     | 1914-1969                       | Secretario Nacional (1889-2021)         |
| Nathan Karp         | 1969-1980                       | Secretario Nacional (1889-2021)         |
| Robert Bills        | 1980-2021                       | Secretario Nacional (1889-2021)         |

## Candidaturas presidenciales
Todas las candidaturas del partido a presidente de los estados unidos desde 1888 hasta su última en 1976.
| Elección | Candidato a presidente               | Candidato a vicepresidente           | Votos  | Nº de estados  |
| -------- | ------------------------------------ | ------------------------------------ | ------ | -------------- |
| 1888     | Conjunto de electores independientes | Conjunto de electores independientes | 2,068  | 1 (Nueva York) |
| 1892     | Simon Wing                           | Charles Matchett                     | 21,173 | 5              |
| 1896     | Charles Matchett                     | Matthew Maguire                      | 36,359 | 20             |
| 1900     | Joseph F. Maloney                    | Valentine Remmel                     | 40,943 | 22             |
| 1904     | Charles H. Corregan                  | William Wesley Cox                   | 33,454 | 19             |
| 1908     | August Gillhaus                      | Donald L. Munro                      | 14,031 | 15             |
| 1912     | Arthur E. Reimer                     | August Gillhaus                      | 29,324 | 20             |
| 1916     | Arthur E. Reimer                     | Caleb Harrison                       | 15,295 | 17             |
| 1920     | William Wesley Cox                   | August Gillhaus                      | 31,084 | 14             |
| 1924     | Frank T. Johns                       | Verne L. Reynolds                    | 28,633 | 19             |
| 1928     | Verne L. Reynolds                    | Jeremiah D. Crowley                  | 21,590 | 19             |
| 1932     | Verne L. Reynolds                    | John W. Aiken                        | 34,038 | 19             |
| 1936     | John W. Aiken                        | Emil F. Teichert                     | 12,799 | 18             |
| 1940     | John W. Aiken                        | Aaron M. Orange                      | 14,883 | 14             |
| 1944     | Edward A. Teichert                   | Arla A. Albaugh                      | 45,188 | 15             |
| 1948     | Edward A. Teichert                   | Stephen Emery                        | 29,244 | 22             |
| 1952     | Eric Hass                            | Stephen Emery                        | 30,406 | 23             |
| 1956     | Eric Hass                            | Georgia Cozzini                      | 44,300 | 14             |
| 1960     | Eric Hass                            | Georgia Cozzini                      | 47,522 | 15             |
| 1964     | Eric Hass                            | Henning A. Blomen                    | 45,189 | 16             |
| 1968     | Henning A. Blomen                    | George Sam Taylor                    | 52,589 | 13             |
| 1972     | Louis Fisher                         | Genevieve Gundersen                  | 53,814 | 12             |
| 1976     | Jules Levin                          | Constance Blomen                     | 9,566  | 10             |

1. ↑  El numero de estados en los que se podia votar al candidato del partido.